# Carlos Cáceda Reyes
Carlos Esteban Cáceda Reyes (Lima, 16 de abril de 1967) es un exfutbolista peruano que jugaba como defensa. Es padre del futbolista Carlos Cáceda Ollaguez.

## Trayectoria
Chany Cáceda debutó en la primera división en 1989 con camiseta de Unión Huaral, saliendo campeón ese año. Tras pasar una temporada más en el club huaralino, es contratado por Universitario de Deportes en 1991, pero no llega a asentarse. Deportivo Municipal lo lleva a sus filas en 1992 y permanece en este equipo hasta 1995. Es en el conjunto edil donde logra realizar sus mejores presentaciones, llegando a ser el capitán del Equipo de la Comuna.
Las siguientes temporadas alterna por diversos clubes de provincia como el Aurich-Cañaña, Alianza Atlético de Sullana, Unión Minas, donde pierde la categoría en 2001, y Juan Aurich, con el que sufrió el mismo destino en 2002.

## Clubes
| Club                      | País | Año       |
| ------------------------- | ---- | --------- |
| Unión Huaral              | Perú | 1989-1990 |
| Universitario de Deportes | Perú | 1991      |
| Deportivo Municipal       | Perú | 1992-1994 |
| Aurich-Cañaña             | Perú | 1995-1996 |
| Alianza Atlético          | Perú | 1997      |
| Juan Aurich               | Perú | 1998      |
| Alianza Atlético          | Perú | 1999      |
| Unión Minas               | Perú | 2000-2001 |
| Juan Aurich               | Perú | 2002      |

## Palmarés

### Campeonatos nacionales
| Título            | Club                | País | Año  |
| ----------------- | ------------------- | ---- | ---- |
| Campeón nacional  | Unión Huaral        | Perú | 1989 |
| Torneo Intermedio | Deportivo Municipal | Perú | 1993 |